# Міжнародний день солідарності журналістів
Міжнародний день солідарності журналістів (англ. International Day of Journalists' Solidarity) – інтернаціональний день солідарності журналістів, кореспондентів і репортерів, який відзначається по всій планеті щороку 8 вересня.

## Історія та святкування
Міжнародний день солідарності журналістів було проголошено в 1958 році за рішенням IV конгресу Міжнародної організації журналістів (МОЖ) – найстарішого і найбільшого інтернаціонального журналістського об'єднання у світі.
Дата для проведення цього міжнародного дня була вибрана не випадково. Саме в цей день у 1943 році в Берліні був страчений фашистами заарештований гестапо у квітні 1942 року чехословацький журналіст, літературний і театральний критик, публіцист, активіст чехословацької компартії Юліус Фучик. Навіть у нацистських катівнях Юліус не залишив професію і встиг написати книгу «Репортаж з петлею на шиї» (чес. Reportáž psaná na oprátce), за яку був посмертно в 1950 році удостоєний Міжнародної премії Миру.
Уже традиційно в день солідарності журналістів по всій планеті проходять збори та конференції, на які приїжджають журналісти з різних країн світу. На цих професійних з'їздах представники четвертої влади діляться своїм журналістським досвідом і відзначають найдостойніших у своєму середовищі. Так, Пулітцерівська премія – одна з найпрестижніших нагород США в галузі літератури, журналістики, музики і театру – майже завжди вручається 8 вересня, у міжнародний день солідарності журналістів.

## Дивись також
- Міжнародна федерація журналістів
- Міжнародний день припинення безкарності за злочини проти журналістів